# 가스가촌 (니가타현)
가스가촌(春日村)은 니가타현 나카쿠비키군에 있던 촌이다. 

## 역사
- 1889년 4월 1일 -정촌제 시행에 의해 나카우오누마군 가스가촌이 성립하였다.
- 1955년 2월 1일 - 다카다시에 편입되어 소멸하였다.

## 참고문헌
- 『国民常識百科辞典』テンセン社、1939年。
- 夕刊都新聞社編集部同人編『日本政経人評伝 第1集』夕刊都新聞社、1950年。
- 歴代知事編纂会編『日本の歴代知事 第1巻』歴代知事編纂会、1980年。
- 『市町村名変遷辞典』東京堂出版、1990年。